# Lil Jolie
Lil Jolie, pseudonimo di Angela Ciancio (Calvi Risorta, 29 marzo 2000), è una cantautrice italiana.

## Biografia

### Infanzia ed esordi
Nata nel 2000 a Petrulo, frazione del comune Calvi Risorta, Angela Ciancio è cresciuta tra la sua città natale e Pantuliano, frazione del comune di Pastorano, entrambi in provincia di Caserta. Si è avvicinata alla musica all'età di cinque anni grazie al nonno Luigi, che le ha regalato una chitarra classica.
Nel 2018 ha compiuto il proprio esordio discografico pubblicando la sua musica attraverso la piattaforma musicale SoundCloud, dove si è fatta notare dalla scena urbana e hip hop con il nome d'arte di "Lil Jolie", pseudonimo scelto come tributo all'attrice statunitense Angelina Jolie. Successivamente ha iniziato a comparire tra gli autori dell'etichetta Sugar Music.

### 2019-2022: collaborazioni eBambina
Dal 2019 al 2022 ha collaborato con l'etichetta discografica Warner Music Italy. Il 10 ottobre 2019 ha pubblicato il suo primo singolo ufficiale Farsi male. Il 3 aprile 2020 è uscito il singolo Diamanti, seguito il 30 aprile dal singolo Ora vado di Zollo, a cui ha collaborato insieme a Pretty Solero. Il 29 maggio è uscito il singolo Omai di Irbis, a cui ha collaborato insieme ad Estremo.
Il 25 settembre2020  ha pubblicato il singolo Panico in collaborazione con Ketama126, seguito il 26 febbraio 2021 dal singolo Empty, insieme a Nahaze, e il 30 aprile dal singolo Regole, in collaborazione con Carl Brave. Il 27 maggio 2022 ha pubblicato il suo primo EP, Bambina, da cui sono stati estratti i singoli Panico, Regole e Sola. L'11 novembre è uscito il singolo Lingue di Close Listen, a cui ha collaborato.

### 2023-2024: partecipazione adAmici 23eLa vita non uccide
Nel settembre 2023 ha partecipato ai casting della ventitreesima edizione del talent show musicale di Canale 5 Amici di Maria De Filippi, dove è stata scelta dal professore Rudy Zerbi. Nel 2023 e nel 2024 ha pubblicato i singoli Follia, Non è la fine e Attimo. Nel marzo 2024, dopo il termine della fase iniziale, ha ottenuto l'accesso alla fase serale del programma entrando a far parte della squadra capitanata dai professori Anna Pettinelli e Raimondo Todaro, venendo eliminata nel corso della quinta puntata del 20 aprile. Successivamente ha firmato un contratto con l'etichetta BMG Rights Management.
Il 2 maggio 2024 è uscito il singolo Kiss Me, scritto insieme alla cantautrice Madame. Il 17 maggio seguente ha pubblicato il suo secondo EP, La vita non uccide. Il 28 giugno è uscita la sua collaborazione nel singolo Guagliona di Vale LP.

### 2024-presente: Sanremo Giovani, Festival di Sanremo 2025 eLe ragazze della valle
Dal 12 novembre al 18 dicembre 2024 ha partecipato in coppia con Vale LP alla diciottesima edizione del concorso Sanremo Giovani con il brano Dimmi tu quando sei pronto per fare l'amore, risultando entrambe finaliste e ottenendo quindi la possibilità di prendere parte al Festival di Sanremo 2025 nella sezione delle "Nuove proposte" con lo stesso brano presentato a Sanremo Giovani. Al festival, le due non sono riuscite a classificarsi tra i finalisti, venendo eliminate nella semifinale, svoltasi il 12 febbraio, nel corso della seconda serata della manifestazione.
Il 14 marzo dello stesso anno è uscito il singolo Le ragazze della valle, realizzato insieme a Vale LP. Il 25 aprile, sempre con quest'ultima, ha pubblicato il singolo Dalle 9 alle 9, in collaborazione con Irbis. Il 23 maggio, insieme a Vale LP, ha pubblicato l'album collaborativo Le ragazze della valle, contenente sette tracce, da cui sono stati estratti i tre singoli pubblicati in precedenza e il nuovo inedito Googleamore.

## Discografia

### Album in studio
- 2025 – Le ragazze della valle (con Vale LP)

### EP
- 2022 – Bambina
- 2024 – La vita non uccide

### Singoli
Come artista principale
- 2019 – Farsi male
- 2020 – Diamanti
- 2020 – Panico (feat. Ketama126)
- 2021 – Empty (con Nahaze)
- 2021 – Regole (feat. Carl Brave)
- 2022 – Sola
- 2023 – Follia
- 2023 – Non è la fine
- 2024 – Attimo
- 2024 – Kiss Me
- 2024 – Dimmi tu quando sei pronto per fare l'amore (con Vale LP)
- 2025 – Le ragazze della valle (con Vale LP)
- 2025 – Dalle 9 alle 9 (con Vale LP feat. Irbis)
- 2025 – Googleamore (con Vale LP)

Come artista ospite
- 2020 – Ora vado (Zollo feat. Pretty Solero e Lil Jolie)
- 2020 – Omai (Irbis feat. Lil Jolie ed Estremo)
- 2022 – Lingue (Close Listen feat. Lil Jolie)
- 2024 – Guagliona (Vale LP feat. Lil Jolie, dall'album omonimo)

### Collaborazioni
- 2020 – Fumo Freestyle (Vale LP feat. Lil Jolie, dall'EP Fine fra' me)
- 2020 – Non mi capirai mai (CoCo feat. Lil Jolie e Vale LP, dall'album Floridiana)

## Programmi televisivi
- Amici di Maria De Filippi 23 (Canale 5, 2023-2024) - concorrente

## Partecipazioni a manifestazioni canore
- Festival di Sanremo (Rai 1)
  - 2025 – Non finalista sezione "Nuove proposte" con Dimmi tu quando sei pronto per fare l'amore, in coppia con Vale LP
- Sanremo Giovani (Rai 1)
  - 2024 – Finalista della diciottesima edizione con Dimmi tu quando sei pronto per fare l'amore, in coppia con Vale LP